# 1190-е годы
1190-е (ты́сяча сто девяно́стые) го́ды по юлианскому календарю — промежуток времени с 1 января 1190 года по 31 декабря 1199 года, включающий 1190 год 9-го десятилетия   и с 1191 по 1199 годы    10-го десятилетия XII века 2-го тысячелетия.  Они закончились 826 лет назад.

## Важнейшие события
- Третий крестовый поход[1] (1189—1192).
- Начало сёгуната Камакура (1192—1333).
- Армянское княжество в Киликии преобразовано в королевство (1198 год).
- Королевство Богемия (1198—1918).

## Правители
- Ричард I Львиное Сердце король (1189—1199) .
- Минамото но Ёритомо сёгун (1192—1199)